# Hannah Prock
Hannah Prock (ur. 2 lutego 2000 w Innsbrucku) – austriacka saneczkarka, uczestniczka igrzysk olimpijskich w Pjongczangu i Pekinie, srebrna medalistka mistrzostw świata w Winterbergu.

## Życie prywatne
Jej ojcem jest trzykrotny medalista olimpijski w saneczkarstwie Markus Prock. Ma starszą siostrę Ninę, która również uprawiała saneczkarstwo, lecz zakończyła sportową karierę po zajęciu jedynkowego 4. miejsca na igrzyskach olimpijskich młodzieży w Innsbrucku i zdobyciu złotego medalu w konkurencji sztafetowej na mistrzostwach świata juniorów w Igls.

## Kariera
Saneczkarstwo zaczęła uprawiać przez wzgląd na swoją siostrę. W 2015 roku, w swoim debiutanckim sezonie 2014/2015 dwukrotnie stanęła na najniższym stopniu podium rozgrywanych w Oberhofie i Winterbergu zawodów Pucharu Świata juniorów. W 2017 roku odniosła na rozgrywanych w Igls zawodach sezonu 2016/2017 pierwsze zwycięstwo w tym cyklu, a także pojawiła się na mistrzostwach Europy juniorów w Oberhofie, na których wywalczyła srebrny medal w konkurencji jedynek oraz zajęła 4. miejsce w konkurencji sztafetowej.
18 listopada 2017 roku miał miejsce jej debiut i zarazem zdobycie pierwszych punktów w Pucharze Świata, kiedy to na rozgrywanych w Innsbrucku zawodach sezonu 2017/2018 zajęła 22. miejsce w konkurencji jedynek. W tym samym roku wystartowała również w mistrzostwach świata w Igls, które przyniosły jej jedynkowe 18. miejsce.
W 2018 roku wzięła udział w igrzyskach olimpijskich w Pjongczangu, na których była siedemnasta w jedynkach. W tym samym roku, 14 stycznia zaliczyła pierwsze podium w Pucharze Świata, zdobywając 3. miejsce w konkurencji sztafetowej na rozgrywanych w Oberhofie zawodach sezonu 2017/2018. Jej sztafeta, w której startowała z Reinhardem Eggerem, Peterem Penzem i Georgiem Fischlerem przegrała tylko z ekipami z Niemiec i Łotwy. Z kolei 5 stycznia 2019 roku po raz pierwszy stanęła na pucharowym podium w konkurencji jedynek, zajmując 3. miejsce na rozgrywanych w Königssee zawodach sezonu 2018/2019, na których uległa jedynie Niemce Julii Taubitz i Amerykance Summer Britcher. W tym samym roku pojawiła się na mistrzostwach świata w Winterbergu, na których zajęła 14. miejsce w konkurencji sprintu i 17. w konkurencji jedynek, a także zdobyła srebrny medal w konkurencji sztafetowej, w której jej sztafeta, współtworzona przez Reinharda Eggera, Thomasa Steua i Lorenza Kollera rozdzieliła na podium ekipy z Rosji i Niemiec.

## Osiągnięcia

### Igrzyska olimpijskie
| Rok  | Miejsce    | Jedynki | Sztafeta |
| ---- | ---------- | ------- | -------- |
| 2018 | Pjongczang | 17.     | –        |
| 2022 | Pekin      | 5.      | -        |

### Mistrzostwa świata
| Rok  | Miejsce    | Jedynki | Jedynki-sprint | Sztafeta |
| ---- | ---------- | ------- | -------------- | -------- |
| 2017 | Igls       | 18.     | 20. (q)        | –        |
| 2019 | Winterberg | 17.     | 14.            | 2.       |
| 2020 | Soczi      | -       | -              | -        |
| 2021 | Königssee  | 14.     | 12.            | -        |
| 2023 | Oberhof    | 9.      | dsq (q)        | -        |
| 2024 | Altenberg  | 10.     | 11.            | -        |
| 2025 | Whistler   | 14.     | nie rozgrywano | -        |

### Mistrzostwa Europy
| Rok  | Miejsce      | Jedynki | Sztafeta |
| ---- | ------------ | ------- | -------- |
| 2020 | Lillehammer  | 21.     | -        |
| 2021 | Sigulda      | q       | -        |
| 2022 | Sankt Moritz | 17.     | -        |
| 2023 | Sigulda      | -       | -        |
| 2024 | Igls         | 7.      | -        |

### Puchar Świata

#### Miejsca w klasyfikacji generalnej
| Sezon     | Miejsce |
| --------- | ------- |
| 2016/2017 | 54.     |
| 2017/2018 | 31.     |
| 2018/2019 | 31.     |
| 2019/2020 | 27.     |
| 2020/2021 | 12.     |
| 2021/2022 | 8.      |
| 2022/2023 | 14.     |
| 2023/2024 | 11.     |
| 2024/2025 | 29.     |

#### Miejsca na podium w zawodach Pucharu Świata – indywidualnie
Stan na koniec sezonu 2023/2024
| Lp. | Data       | Miejsce    | Konkurencja | Lokata |
| --- | ---------- | ---------- | ----------- | ------ |
| 1.  | 05.01.2019 | Königssee  | jedynki     | 3      |
| 2.  | 06.01.2023 | Winterberg | jedynki     | 3      |

#### Miejsca na podium w zawodach Pucharu Świata – drużynowo
Stan na koniec sezonu 2023/2024
| Lp. | Data       | Miejsce    | Konkurencja | Lokata |
| --- | ---------- | ---------- | ----------- | ------ |
| 1.  | 14.01.2018 | Oberhof    | sztafeta    | 3      |
| 2.  | 06.01.2019 | Königssee  | sztafeta    | 2      |
| 3.  | 07.01.2023 | Winterberg | sztafeta    | 2      |